# Peuples autochtones de Californie

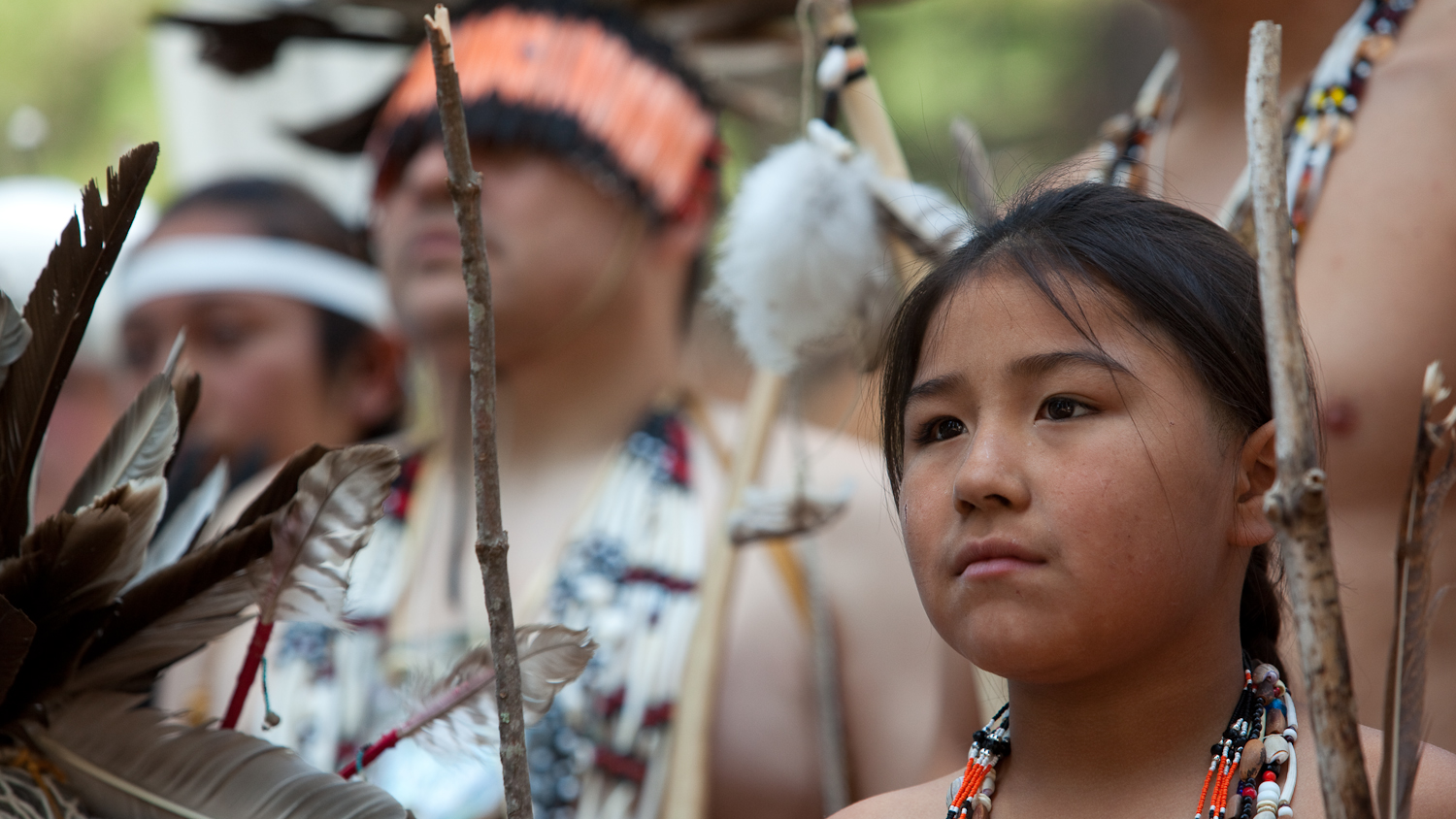
Danseurs en 2009.

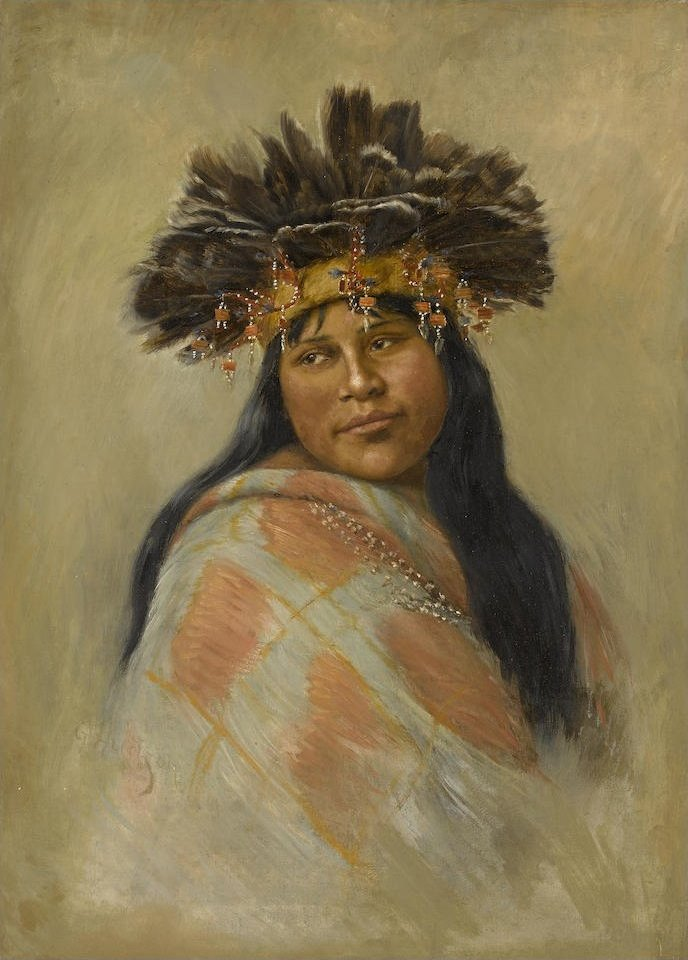
Une danseuse Pomo par Grace Hudson.

Les peuples autochtones de Californie (connus sous le nom de Native Californians) sont les habitants autochtones qui vivaient ou vivent actuellement dans la zone géographique à l'intérieur des limites actuelles de la Californie, avant et après l'arrivée des Européens. Avec plus de quarante groupes cherchant à devenir des tribus reconnues au niveau fédéral, la Californie compte la deuxième plus grande population amérindienne des États-Unis. L'aire culturelle californienne ne correspond pas exactement aux frontières de l'État de Californie. De nombreuses tribus à la frontière orientale avec le Nevada sont classées comme tribus du Grand Bassin (en), et certaines tribus à la frontière de l'Oregon sont classées comme tribus du Plateau (en). Les tribus de Basse-Californie qui ne traversent pas la Californie sont classées comme peuples autochtones du Mexique.

## Histoire

### Pré-contact
Les preuves de l'occupation humaine de la Californie remontent à au moins 19 000 ans. Avant le contact avec l'Europe, les Indiens de Californie avaient 500 sous-tribus ou groupes distincts, chacun composé de 50 à 500 membres individuels. La taille des tribus californiennes d'aujourd'hui est petite par rapport aux tribus d'autres régions des États-Unis. Avant le contact avec les Européens, la région de la Californie contenait la plus forte densité de population amérindienne au nord de l'actuel Mexique.  En raison du climat tempéré et d'un accès facile aux sources de nourriture, environ un tiers de tous les Amérindiens des États-Unis vivaient dans la région de Californie.
Les premiers autochtones californiens étaient des chasseurs-cueilleurs, la collecte de graines se généralisant vers 9 000 ans avant J.-C.  En raison de l'abondance locale de nourriture, les tribus ne développèrent jamais l'agriculture ni ne travaillèrent le sol. Deux premières traditions culturelles du sud de la Californie comprennent le complexe La Jolla (en)  et le complexe Pauma (en), toutes deux datant de vers 6050-1000 avant notre ère. De 3000 à 2000 avant notre ère, la diversité régionale se développa, les peuples faisant des adaptations affinées aux environnements locaux. Les traits reconnaissables des tribus historiques se développèrent vers 500 avant notre ère.
Les peuples autochtones pratiquèrent diverses formes de jardinage forestier sophistiqué dans les forêts, les prairies, les terres boisées mixtes et les zones humides pour assurer la disponibilité de plantes alimentaires et médicinales. Ils contrôlèrent le feu à l'échelle régionale pour créer une écologie du feu de faible intensité; cela empêcha des incendies plus importants et catastrophiques, et soutint une agriculture «sauvage» de faible densité en rotation lâche,,,. En brûlant des broussailles et herbe, les indigènes revitalisèrent des parcelles de terre et fournirent des pousses fraîches pour attirer les animaux destinés à l'alimentation. Une forme d'agriculture au bâton de feu fut utilisée pour dégager les zones de végétation ancienne afin d'encourager la nouvelle, dans un cycle répété; une permaculture.

### Contact avec les Européens
Différentes tribus rencontrèrent des explorateurs et des colons européens non indigènes à des moments très différents. Les tribus côtières du sud et du centre rencontrèrent des explorateurs européens au milieu du XVIe siècle. Des tribus telles que les Indiens Quechan ou Yuman dans le sud-est de la Californie actuelle et le sud-ouest de l'Arizona rencontrèrent pour la première fois des explorateurs espagnols dans les années 1760 et 1770. Des tribus sur la côte nord-ouest de la Californie, comme les Miwok, Yurok et Yokut, eurent des contacts avec des explorateurs et des marins russes à la fin du XVIIIe siècle[réf. nécessaire] . Dans les régions intérieures éloignées, certaines tribus ne rencontrèrent pas les non-indigènes avant le milieu du XIXe siècle.

### Ere des missions
Les Espagnols commencèrent l'occupation à long terme de la Californie en 1769 avec la fondation de la Mission San Diego de Alcalá à San Diego. Les Espagnols construisirent 20 missions supplémentaires en Californie,. Leur introduction d'espèces végétales envahissantes européennes et de maladies non indigènes entraîna des ravages et des décès élevés pour les tribus californiennes indigènes.

### XIXesiècle

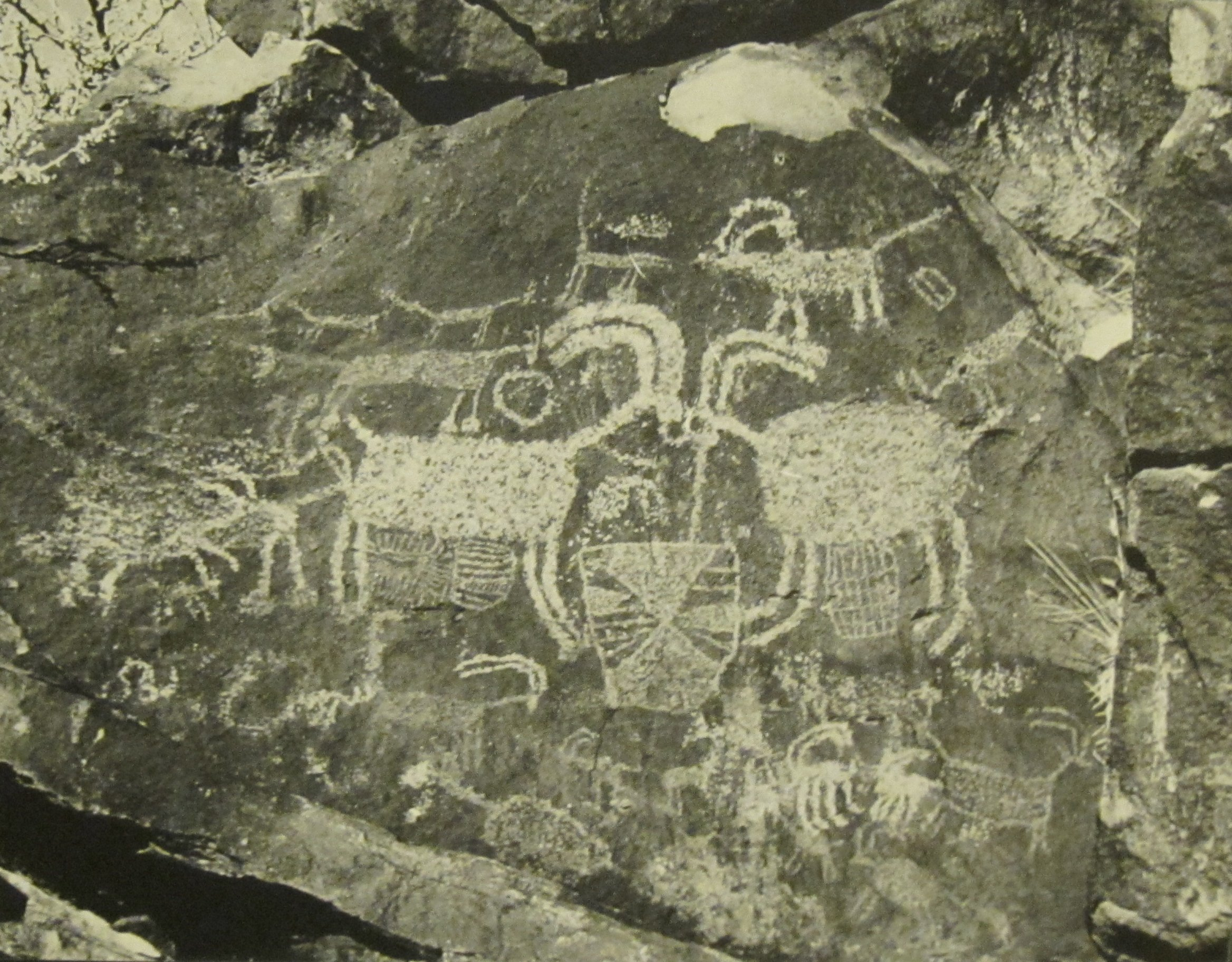
Art rupestre à Coso dans le désert de Mojave. La culture amérindienne en Californie était connue pour son art rupestre ou ses pétroglyphes

La population de la Californie indigène fut réduite de 90% au cours du XIXe siècle - de plus de 200 000 au début du XIXe siècle à environ 15 000 à la fin du siècle, principalement en raison de maladies. Les épidémies balayèrent le pays indien de Californie, comme l'épidémie de paludisme de 1833. Début à milieu XIXe siècle, les tribus côtières du nord-ouest de la Californie eurent de multiples contacts avec les explorateurs russes en raison de la colonisation russe des Amériques. À cette époque, l'exploration russe de la Californie et les contacts avec la population locale étaient généralement associés à l'activité de la Compagnie russe-américaine. Un explorateur russe, le baron Ferdinand von Wrangell, visita la Californie en 1818, 1833 et 1835. À la recherche d'un site potentiel pour un nouvel avant-poste de la compagnie en Californie, à l'endroit de Fort Ross, l'expédition de Wrangell rencontra les Indiens du nord de la baie de San Francisco et visita leur village. Dans ses notes, Wrangell fit remarquer que les femmes locales, habituées au travail physique, semblaient être de constitution plus forte que les hommes, dont l'activité principale était la chasse. L'approvisionnement local se composait principalement de poisson et de produits à base de graines et de céréales: généralement des glands moulus et du seigle sauvage. Wrangell envisagea les Indiens de Californie comme un peuple avec une propension naturelle à l'indépendance, un esprit inventif et un sens unique du beau.
Une autre expédition russe notable en Californie fut la visite de 13 mois du scientifique Ilya Voznesensky en 1840–1841. L'objectif de Voznesensky était de rassembler des matériaux ethnographiques, biologiques et géologiques pour la collection de l'Académie impériale des sciences. Il décrivit les habitants qu'il rencontra lors de son voyage au cap Mendocino comme « les tribus indiennes sauvages de New Albion, qui errent comme des animaux et, protégées par une végétation impénétrable, évitent d'être asservies par les Espagnols ». 
En 1834, le Mexique sécularisa les missions de l'Église et confisqua leurs propriétés. Mais le nouveau gouvernement ne rendit pas leurs terres aux tribus, mais accorda des concessions de terres aux colons d'origine européenne au moins partiellement. De nombreux Indiens sans terre trouvèrent du travail salarié dans les ranchs. Après sa victoire dans la guerre américano-mexicaine, les États-Unis prirent le contrôle de la Californie en 1848, avec la signature du traité de Guadalupe Hidalgo. Ses administrateurs travaillèrent à honorer le titre de concession de terre mexicaine mais n'honorèrent pas le titre de terre aborigène .

#### Ruée vers l'or en Californie (1848–1855)

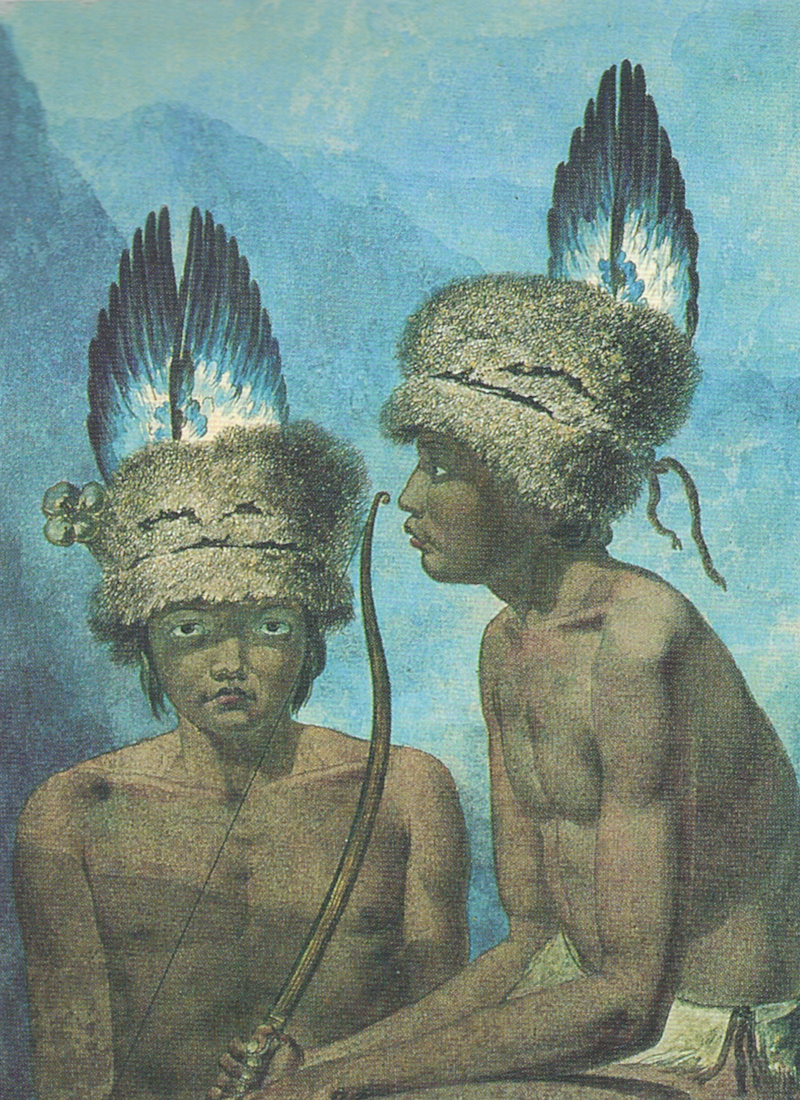
Balthazar, habitant du nord de la Californie, peinture de Mikhail Tikhanov.

#### Conflits et génocide
La plus grande part de la Californie intérieure, y compris les déserts californiens et la vallée centrale, étaient possédées par des tribus locales jusqu'à l'acquisition de l'Alta California par les États-Unis. Alors que la vague d'immigrants en provenance des États-Unis commençait à s'installer à l'intérieur de la Californie pendant la ruée vers l'or, des conflits entre les Californiens autochtones et les immigrants commencèrent à éclater. La série de massacres, de batailles et de guerres entre les États-Unis et les peuples autochtones de Californie durant de 1850 à 1880 fut appelée les guerres indiennes de Californie.
Après l'introduction des armes à feu et des chevaux aux peuples indigènes de Californie au début du XIXe siècle, les tensions entre les tribus voisines commencèrent à s'intensifier. En combinaison avec la migration massive, ceci provoqua des changements dramatiques. Lorsqu'en 1846, la piste Applegate traversa le territoire des Modocs, les migrants et leur bétail endommagèrent l'écosystème dont les habitants dépendaient .
Certains anthropologues insistent sur le fait que la résistance indigène est souvent utilisée pour camoufler le génocide dans l'histoire coloniale. Par exemple, la dernière étape de la guerre des Modocs fut déclenchée lorsque des Modocs menés par Kintpuash assassinèrent le général Canby dans la tente de la paix en 1873. Cependant, on sait moins qu'entre 1851 et 1872, la population Modoc diminua de 75 à 88 % à la suite de sept campagnes anti-Modoc lancées par les Blancs. Il y a des preuves que le premier massacre des Modocs par les hommes blancs s'était peut-être produit dès 1840. Selon l'histoire racontée par un chef de la tribu Achumawi (voisine des Modocs), un groupe de trappeurs du nord s'arrêta au bord du lac Tule vers 1840 et invita les Modocs à une fête. Alors qu'ils s'asseyaient pour manger, le canon fut sorti et de nombreux Indiens furent tués. Le père du capitaine Jack faisait partie des survivants de cette attaque. Depuis lors, les Modocs résistèrent notoirement aux intrus.
Voir aussi: Génocide californien

### XXesiècle

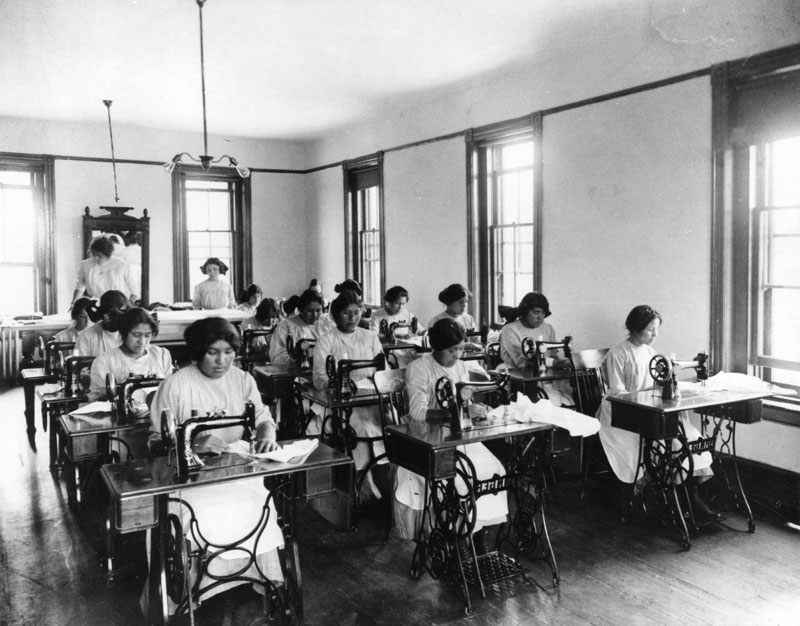
Des filles amérindiennes participent à un cours de couture au Sherman Institute de Riverside, Californie (1915)

À la fin du XIXe siècle et au début du XXe siècle le gouvernement tenta de forcer les peuples autochtones à rompre les liens avec leur culture et leur tribalisme indigènes et à s'assimiler à la société blanche. En Californie, le gouvernement fédéral créa des formes d'éducation telles que les externats (reservation day schools) et les internats amérindiens (American Indian boarding schools). Certaines écoles publiques devaient autoriser également les Indiens à y assister. Mauvaise ventilation, nutrition (en raison du financement limité) et maladies étaient les problèmes typiques rencontrés dans les écoles pour les Indiens d'Amérique. En plus de cela, la plupart des parents n'étaient pas d'accord avec l'idée que leurs enfants soient élevés en tant que blancs: dans les internats, les élèves étaient obligés de porter des vêtements et des coupes de cheveux de style européen, se voyaient attribuer des noms européens et étaient strictement interdits de parler les langues autochtones. La communauté amérindienne reconnut que les internats amérindiens avaient opprimé leur culture indigène et ils exigèrent le droit pour leurs enfants d'accéder aux écoles publiques. En 1935, les restrictions qui interdisaient aux Amérindiens de fréquenter les écoles publiques furent officiellement supprimées.
Depuis les années 1920, divers groupes d'activistes indiens exigèrent que le gouvernement fédéral remplisse les conditions des 18 traités de 1851–1852 qui ne furent jamais ratifiés et qui apparemment furent classés. En 1944 et en 1946, les peuples autochtones déposèrent des demandes de remboursement demandant des compensations pour les terres touchées par les traités et les concessions de terres mexicaines. Ils gagnèrent respectivement 17,5 millions de dollars et 46 millions de dollars.
Tout au long du XXe siècle, la population des peuples autochtones de Californie progressivement augmenta.

### XXIesiècle

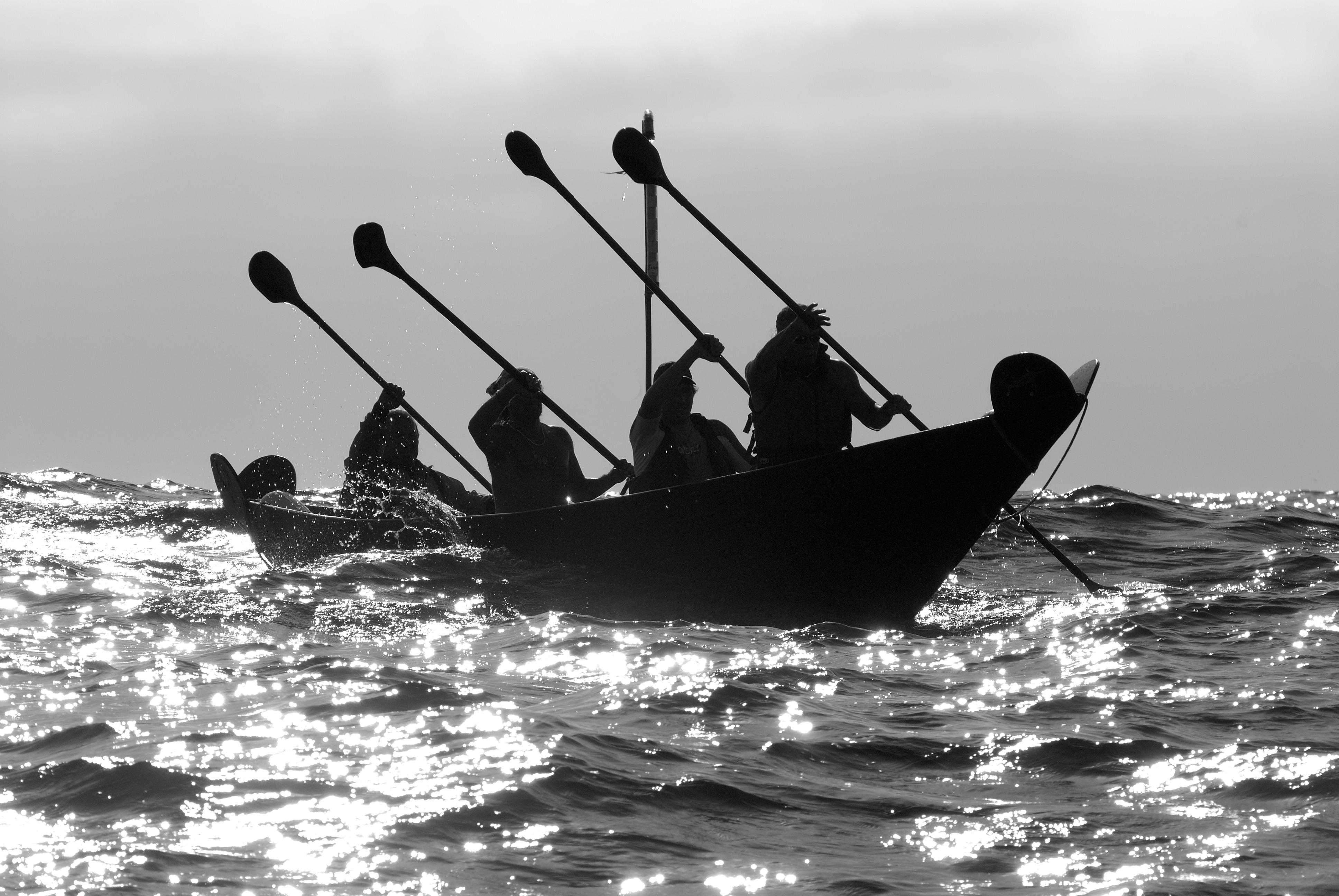
Les hommes de Chumash pagayer un canoë traditionnel près de l' île de Santa Cruz (2006)

La Californie a la plus grande population d'Amérindiens parmi tous les États des États-Unis, avec 723 000 personnes identifiant une tribu « amérindienne ou native d'Alaska » comme une composante de leur race (14 % du total national). Cette population augmenta de 15% entre 2000 et 2010, bien moins que le taux de croissance national de 27 %, mais plus élevé que le taux de croissance de la population pour toutes les races, qui était d'environ 10% en Californie au cours de cette décennie. Plus de 50 000 autochtones vivent à Los Angeles seule,.
Selon la Conférence nationale des législatures des États, il existe actuellement plus d'une centaine de groupes ou tribus autochtones reconnus par le gouvernement fédéral en Californie, y compris ceux qui se sont répandus dans plusieurs États. La reconnaissance fédérale accorde officiellement aux tribus indiennes l'accès aux services et au financement du Bureau des affaires indiennes, et le financement fédéral et étatique pour les programmes tribaux TANF / CalWORKs .

## Culture matérielle

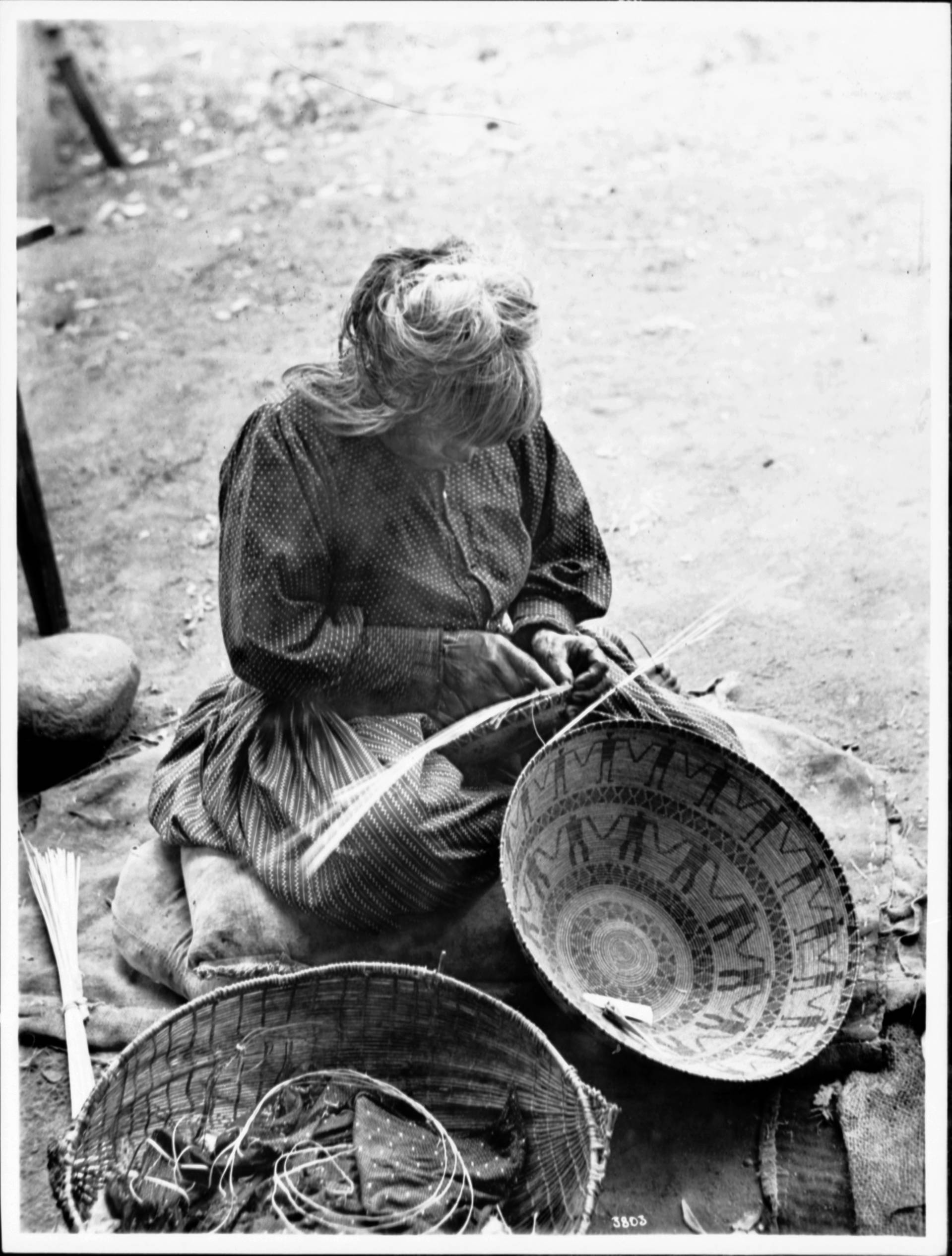
Vannière Yokut, Tule River Reservation vers 1900.

La fabrication de paniers fut une partie importante de la culture californienne amérindienne. Les paniers étaient à la fois beaux et fonctionnels, avec une grande variété de formes et de tailles en fonction de leur fonction et de motifs différents. Les paniers furent généralement fabriqués par les femmes.

### Nourriture
Les glands furent un aliment traditionnel principal dans une grande partie de la Californie. Le maïs fut également très important. Les régimes alimentaires des différentes tribus comprirent des poissons, des crustacés, des insectes, des cerfs, des élans, des antilopes et des plantes telles que le buckeye, la graine de sauge et la yampah (Perideridia gairdneri). 

## Société et culture
De nombreuses tribus du centre de la Californie et du nord de la Californie pratiquèrent la religion Kuksu, en particulier les tribus Nisenan, Maidu, Pomo et Patwin. La pratique du Kuksu comprenait des danses cérémonielles narratives élaborées et des insignes spécifiques. Une société secrète masculine se réunit dans des salles de danse souterraines ; des participants dansèrent déguisés lors des danses publiques.
Dans le sud de la Californie, la religion Toloache fut dominante parmi les tribus telles que les Luiseño et Diegueño . Des cérémonies furent effectuées après avoir consommé une boisson hallucinogène à base de jimsonweed ou plante Toloache (Datura meteloides), qui mettait les fidèles en transe et leur donna accès à la connaissance surnaturelle.
La culture amérindienne en Californie fut également connue pour son art rupestre, en particulier chez les Chumash du sud de la Californie. L'art rupestre ou les pictogrammes étaient des peintures aux couleurs vives d'humains, d'animaux et de dessins abstraits, et on pensait qu'ils avaient une signification religieuse.

## Réserves
| Description Légale/Statistique    | Tribu(s)                                         | Population (2010) | Surface en km2 | Surface en km2 | Surface en km2 | Includes ORTL? |
| Description Légale/Statistique    | Tribu(s)                                         | Population (2010) | Terre          | Eau            | Total          | Includes ORTL? |
| --------------------------------- | ------------------------------------------------ | ----------------- | -------------- | -------------- | -------------- | -------------- |
| Agua Caliente Indian Reservation  | Cahuilla (Ivilyuqaletem)                         | 24,781            | 138,090 km2    | 0,94 km2       | 139,04 km2     | oui            |
| Colorado River Indian Reservation | Chemehuevi Mohave Hopi Navajo                    | 8,764             | 1 184,44 km2   | 17,68 km2      | 1 202,13 km2   | non            |
| Torres-Martinez Reservation       | Cahuilla (Ivilyuqaletem)                         | 5,594             | 88,62 km2      | 38,96 km2      | 127,58 km2     | non            |
| Hoopa Valley Reservation          | Hupa                                             | 3,041             | 364,59 km2     | 2,38 km2       | 366,96 km2     | non            |
| Washoe Ranches Trust Land         | Washoe                                           | 2,916             | 375,53 km2     | 2,71 km2       | 378,24 km2     | non            |
| Fort Yuma Indian Reservation      | Quechan                                          | 2,197             | 178,53 km2     | 3,61 km2       | 182,14 km2     | non            |
| Bishop Reservation                | Mono Timbisha                                    | 1,588             | 3,50 km2       | 0,035 km2      | 3,54 km2       | non            |
| Fort Mojave Reservation           | Mohave                                           | 1,477             | 133,58 km2     | 2,99 km2       | 136,57 km2     | oui            |
| Pala Reservation                  | Luiseño (Payómkawichum) Cupeño (Kuupangaxwichem) | 1,315             | 52,71 km2      | 0              | 52,71 km2      | non            |
| Yurok Reservation                 | Yurok                                            | 1,238             | 219,46 km2     | 8,67 km2       | 228,13 km2     | non            |
| Rincon Reservation                | Luiseño (Payómkawichum)                          | 1,215             | 15,96 km2      | 0              | 15,96 km2      | oui            |
| San Pasqual Reservation           | Kumeyaay                                         | 1,097             | 5,79 km2       | 0              | 5,79 km2       | non            |
| Tule River Reservation            | Yokuts Mono                                      | 1,049             | 218,32 km2     | 0              | 218,32 km2     | oui            |
| Morongo Reservation               | Cahuilla (Ivilyuqaletem) Serrano (Taaqtam)       | 913               | 138,50 km2     | 0,33 km2       | 138,83 km2     | oui            |
| Cabazon Reservation               | Cahuilla (Ivilyuqaletem)                         | 835               | 7,77 km2       | 0              | 7,77 km2       | non            |
| Santa Rosa Rancheria              | Yokuts                                           | 652               | 1,62 km2       | 0              | 1,62 km2       | non            |
| Barona Reservation                | Kumeyaay                                         | 640               | 24,12 km2      | 0              | 24,12 km2      | non            |
| Susanville Indian Rancheria       | Washoe Achomawi Northern Paiute Atsugewi         | 549               | 4,33 km2       | 0              | 4,33 km2       | oui            |
| Viejas Reservation                | Kumeyaay                                         | 520               | 6,50 km2       | 0              | 6,50 km2       | non            |
| Karuk Reservation                 | Karuk                                            | 506               | 3,85 km2       | 0,091 km2      | 3,94 km2       | oui            |

## Liste des peuples
- Achomawi, Achumawi, Pit River tribe, northeastern California[25]
- Atsugewi, northeastern California[25]
- Chemehuevi, eastern California
- Chumash, coastal southern California[25]
  - "Barbareño", Coast Central Chumash
  - "Cruzeño, Isleño", Island Chumash
  - "Emigdiano", Tecuya, Interior Central Chumash
  - "Interior", Cuyama, Interior Northwestern Chumash
  - "Inezeño", "Ineseño", Samala, Inland Central Chumash
  - "Obispeño", Yak-tityu-tityu-yak-tilhini, Northern Chumash
  - "Purisimeño", Kagismuwas, Northern Chumash
  - "Ventureño", Alliklik – Castac, Southern Chumash
- Chilula, northwestern California[25]
- Chimariko, extinct, northwestern California[25]
- Kuneste, "Eel River Athapaskan peoples"
  - Lassik, northwestern California[25]
  - Mattole (Bear River), northwestern California[25]
  - Nongatl, northwestern California[25]
  - Sinkyone, northwestern California[25]
  - Wailaki, Wai-lakki, northwestern California[25]
- Esselen, west-central California[25]
- Hupa, northwestern California[25]
  - Tsnungwe
- Karok, northwestern California[25]
- Kato, Cahto, northwestern California[25]
- Kawaiisu, southeast-central California
- Konkow, northern-central California[25]
- Kumeyaay, Diegueño, Kumiai
  - Ipai, southwestern California[25]
    - Jamul, southwestern California[25]

  - Tipai, southwestern California and northwestern Mexico[25]
- La Jolla Complex, southern California, c. 6050–1000 BCE
- Maidu, northeastern California[25]
  - Konkow, northern California
  - Yamani, Mechoopda, northern California
  - Nisenan, Southern Maidu, northern California
- Miwok, Me-wuk, central California[25]
  - Bay Miwok, west-central California[25]
  - Coast Miwok, west-central California[25]
  - Lake Miwok, west-central California[25]
  - Valley and Sierra Miwok
- Monache, Western Mono, central California[25]
- Mohave, southeastern California
- Nisenan, eastern-central California[25]
- Nomlaki, northwestern California[25]
- Ohlone, Costanoan, west-central California[25]
  - Awaswas
  - Chalon
  - Chochenyo
  - Karkin
  - Mutsun
  - Ramaytush
  - Rumsen
  - Tamyen
  - Yelamu
- Patwin, central California[25]
  - Suisun, Southern Patwin, central California
- Pauma Complex, southern California, c. 6050–1000 BCE
- Pomo, northwestern and central-western California[25]
- Quechan, Yuman, southeastern California
- Te'po'ta'ahl, ("Salinan"), coastal central California[25]
  - "Antoniaño"[25]
  - "Migueleño"
  - "Playano"
- Shasta northwestern California[25]
  - Konomihu, northwestern California
  - Okwanuchu, northwestern California
- Tolowa, northwestern California[25]
- Takic
  - Acjachemem, ("Juaneño"), Takic, southwestern California
  - Iívil̃uqaletem, Iviatim, ("Cahuilla"), Takic southern California[25]
  - Kitanemuk, ("Tejon") Takic, south-central California[25]
  - Kuupangaxwichem, ("Cupeño"), southern California[25]
  - Payómkawichum, ("Luiseño"), Takic, southwestern California[25]
  - Tataviam, Allilik Takic ("Fernandeño"), southern California[25]
  - Tongva, ("Gabrieleño"), ("Fernandeño"), ("Nicoleño"), "San Clemente tribe" Takic, coastal southern California[25]
  - Yuhaviatam Morongo, Vanyume Mohineyam ("Serrano"), southern California[25]
- Tubatulabal, south-central California[25]
  - Bankalachi, Toloim, south-central California
  - Pahkanapil, south-central California
  - Palagewan, south-central California
- Wappo, north-central California[25]
- Whilkut, northwestern California[25]
- Wintu, northwestern California[25]
- Wiyot, northwestern California[25]
- Yana, northern-central California[25]
  - Yahi
- Yokuts, central and southern California[25]
  - Chukchansi, Foothill Yokuts, central California[25]
  - Northern Valley Yokuts, central California[25]
  - Tachi tribe, Southern Valley Yokuts, south-central California[25]
- Timbisha, eastern California
- Yuki, Ukomno'm, northwestern California[25]
  - Huchnom, northwestern California[25]
- Yurok, northwestern California[25]

## Langues

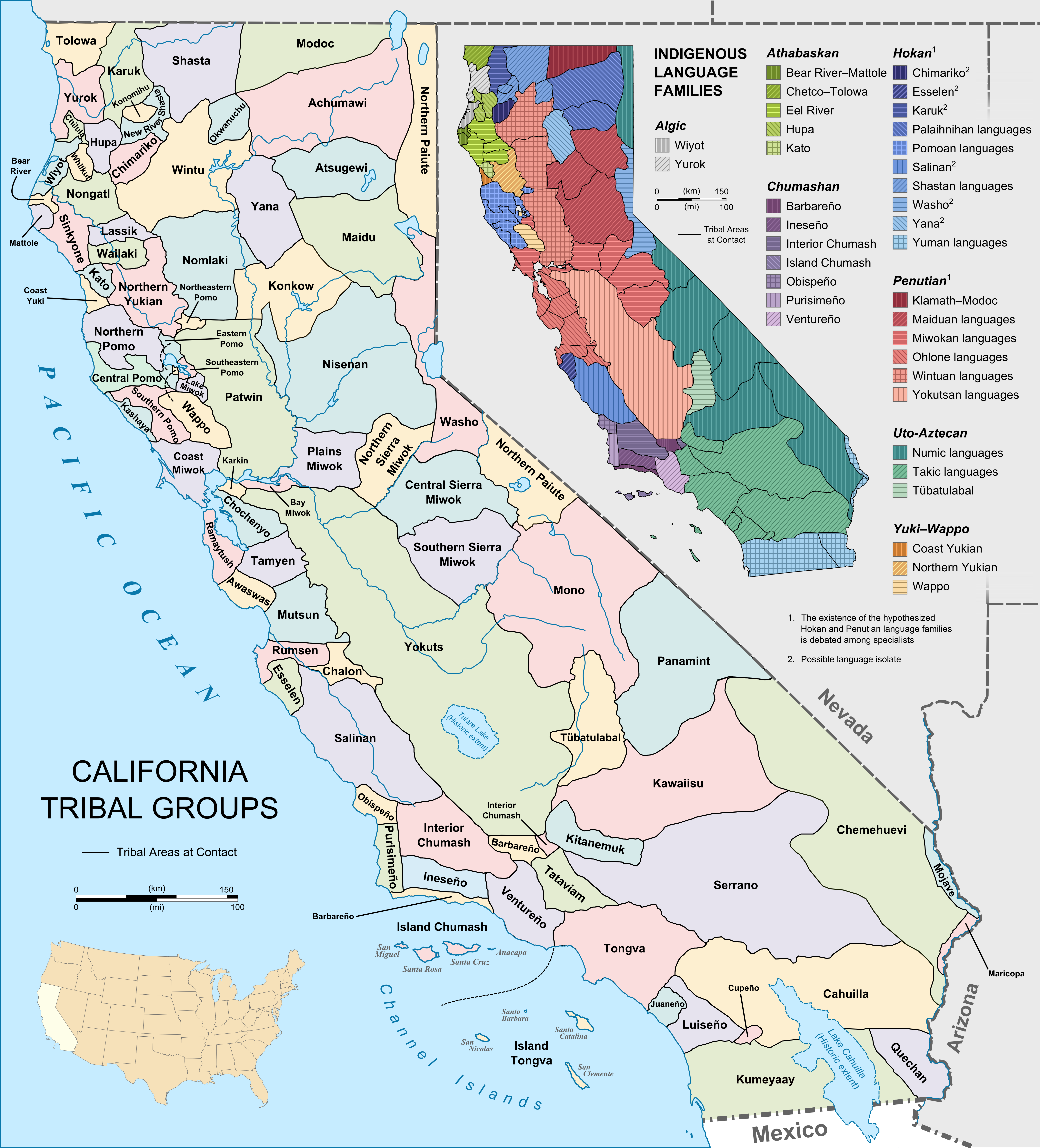
Une carte des groupes tribaux et des langues californiennes au moment du contact européen.

Avant le contact européen, les Californiens natifs parlaient plus de 300 dialectes d'environ 100 langues différentes[réf. nécessaire]. Le grand nombre de langues était lié à la diversité écologique de la Californie, et à une organisation sociopolitique en petites tribus (généralement 100 individus ou moins) avec une « idéologie partagée qui définissait les frontières linguistiques comme des caractéristiques naturelles inaltérables inhérente à la terre. » 
« La majorité des langues indiennes californiennes appartiennent soit à des familles linguistiques très localisées à deux ou trois membres Yukian, Maiduan) ou sont des isolats linguistiques (par exemple Karuk, Esselen) » . Parmi d'autres, la plupart sont des langues uto-aztèques ou athapascanes. Des regroupements plus larges ont été proposés. Le superstock Hokan a la plus grande profondeur de temps et a été le plus difficile à démontrer. Le pénutien est un peu moins controversé.
Il existe des preuves suggérant que les locuteurs des langues chumashan et des langues yukian, et peut-être des langues du Sud de la Basse-Californie, telles que Waikuri, étaient en Californie avant l'arrivée des langues pénutiennes du Nord et de l'uto-aztèque de l'est, peut-être même avant le Langues Hokan. Wiyot et Yurok sont lointainement liés aux langues algonquiennes dans un plus grand groupement appelé Algic. Les différentes langues athapascanes sont des arrivées relativement récentes, arrivées il y a environ 2 000 ans.
| Langue                | Famille de langue | Tribu(s)                                                        | Nombre de locuteurs |
| --------------------- | ----------------- | --------------------------------------------------------------- | ------------------- |
| Karuk                 | Hokan             | Karok                                                           | 700                 |
| Kumeyaay              | Yuman             | Kumeyaay                                                        | 427                 |
| Yurok                 | Algic             | Yurok                                                           | 414                 |
| Mono                  | Uto-Aztecan       | Mono Owens Valley Paiute                                        | 349                 |
| Mojave                | Yuman             | Mohave                                                          | 330                 |
| Luiseño               | Uto-Aztecan       | Payómkawichum/Luiseño Acjachemen/Juaneño                        | 327                 |
| Quechan               | Yuman             | Quechan                                                         | 290                 |
| Cahuilla              | Uto-Aztecan       | Cahuilla                                                        | 139                 |
| Tiipai-Kumeyaay       | Yuman             | Kumeyaay                                                        | 100                 |
| Achumawi              | Shasta            | Achomawi                                                        | 68                  |
| Tachi                 | Yok-Utian         | Santa Rosa Rancheria (Yokut)                                    | 45                  |
| Chumash (any Chumash) | Chumashan         | Chumash                                                         | 39                  |
| Nomlaki               | Wintuan           | Nomlaki                                                         | 38                  |
| Konkow                | Maiduan           | Mechoopda (Maidu)                                               | 32                  |
| Yawelmani             | Yok-Utian         | Tule River Reservation (Southern Valley Yokuts)                 | 25                  |
| Kashaya               | Hokan             | Kashia                                                          | 24                  |
| Wintu                 | Wintuan           | Wintu                                                           | 24                  |
| Timbisha              | Uto-Aztecan       | Timbisha                                                        | 20                  |
| Washo                 | Hokan             | Washoe                                                          | 20                  |
| Atsugewi              | Shasta            | Atsugewi                                                        | 15                  |
| Central Sierra Miwok  | Utian             | Chicken Ranch Rancheria of Me-Wuk Indians of California (Miwok) | 12                  |
| Cupeño                | Uto-Aztecan       | Cupeño                                                          | 11                  |
| Chukchansi            | Yok-Utian         | Picayune Rancheria of Chukchansi Indians (Yokut)                | 8                   |
| Southern Sierra Miwok | Utian             | Plains and Sierra Miwok                                         | 7                   |
| Southeastern Pomo     | Hokan             | Pomo                                                            | 7                   |
| Serrano               | Uto-Aztecan       | Serrano                                                         | 6                   |
| Ipai-Kumeyaay         | Yuman             | Kumeyaay                                                        | 6                   |
| Kawaiisu              | Uto-Aztecan       | Kawaiisu                                                        | 5                   |
| Tübatulabal           | Uto-Aztecan       | Tübatulabal                                                     | 5                   |
| Tolowa                | Athabaskan        | Tolowa Chetco                                                   | 4                   |
| Hupa                  | Athabaskan        | Hupa Tsnungwe                                                   | 4                   |
| Chemehuevi            | Uto-Aztecan       | Chemehuevi                                                      | 3                   |
| Shasta                | Shastan           | Shasta                                                          | 2                   |
| Patwin                | Wintuan           | Patwin                                                          | 1                   |
| Wikchamni             | Yok-Utian         | Wukchumni (Yokut)                                               | 1                   |
| Chochenyo (Ohlone)    | Utian             | Chochenyo; within the Muwekma Ohlone Tribe                      | 1                   |